# Sincerità (album Riccardo Cocciante)
Sincerità è l'11º album in studio di Riccardo Cocciante, pubblicato nel 1983.
I testi sono di Étienne Roda-Gil e dello stesso Cocciante, che ha curato anche le musiche. Il tastierista e compositore James Newton Howard è co-produttore, arrangiatore e orchestratore. Tra i musicisti che hanno preso parte alle registrazioni troviamo alcuni componenti dei Toto.
L'album segna il cambio di etichetta discografica passando dalla RCA alla VIRGIN.

## Tracce
1. Sincerità
2. Stesso treno
3. Sulla tua pelle
4. Via
5. Sally
6. Sulla terra io e lei
7. Di notte
8. Parole della vita
9. Cercasi paradiso
10. Bel tempo alla radio

## Formazione
- Riccardo Cocciante - voce
- David Hungate - basso
- Steve Lukather - chitarra
- James Newton Howard - tastiera
- Mike Porcaro - basso
- Dean Parks - chitarra
- Mike Baird - batteria
- Richie Zito - chitarra
- Paulinho Da Costa - percussioni
- Jeff Porcaro - batteria